# オメガ星雲
座標:  18h 20m 47s, −16° 10′ 0.3″
オメガ星雲 (M17、NGC 6618) は、いて座に位置する散光星雲である。

## 概要
星雲の中にループ状の構造が見えることから、これをいろいろな物に見立てて、「オメガ星雲」「白鳥星雲」などいろいろな呼び名を持つ散光星雲である。すぐ北にあるわし星雲 (M16) と同様の星形成領域で、距離はM16よりもやや地球に近い。この両者の星雲は銀河系内で同じ渦巻腕に乗っており、おそらくは同じ巨大分子雲複合体の一部をなしているものと考えられている。また、内部には電波源があり強力な電波が放射されている。
明るい星雲であるため小口径の望遠鏡でも楽しめる。いて座・たて座・へび座の境界付近に位置し、たて座γ星からたどると見つけやすい。小口径では白鳥の形に見える。Ωの形に見るためには、口径30cm以上の望遠鏡に干渉フィルターをつけて観察するとよく見ることができる。注意深く見ると、淡い方の輪をえがく曲線部の内部は暗くなっており、また、白鳥の頭の西も暗くなっている。北側の淡い方の曲線部は、下の写真ではよく見えないが、よく観察すると完全に輪になっている。

## 観測史
1745年から1746年にジャン＝フィリップ・ロワ・ド・シェゾーによって発見されたが、彼の発見はあまり世に知られなかった。
1764年6月3日にシャルル・メシエが独立再発見した。メシエは「星を含まない星の筋で、長さは5'〜6'。紡錘形をしていてアンドロメダのベルトにあるもの (アンドロメダ銀河) に似ているが、非常に淡い」と記している。ウィリアム・ハーシェルは「壮大で明るくて非常に大きく、たいへん不規則な形をしており、『2』の字のように曲がっている」と記している。オメガの名前は、ルイス・スウィフトがギリシア文字のオメガに似たスケッチを書いたことに由来する。白鳥にたとえたのはジョージ・チェンバーで棒状の長いガスの部分を白鳥の胴体とみなしている。カミーユ・フラマリオンはこの長く伸びた12光年にわたる構造を「風によって気ままにからまった煙の流れ」にたとえている。
2004年にはヨーロッパ南天天文台などの観測により、オメガ星雲中の若い大質量星の周りに、直径が2万天文単位のこれまでで最大級の降着円盤が発見されている。

## 画像

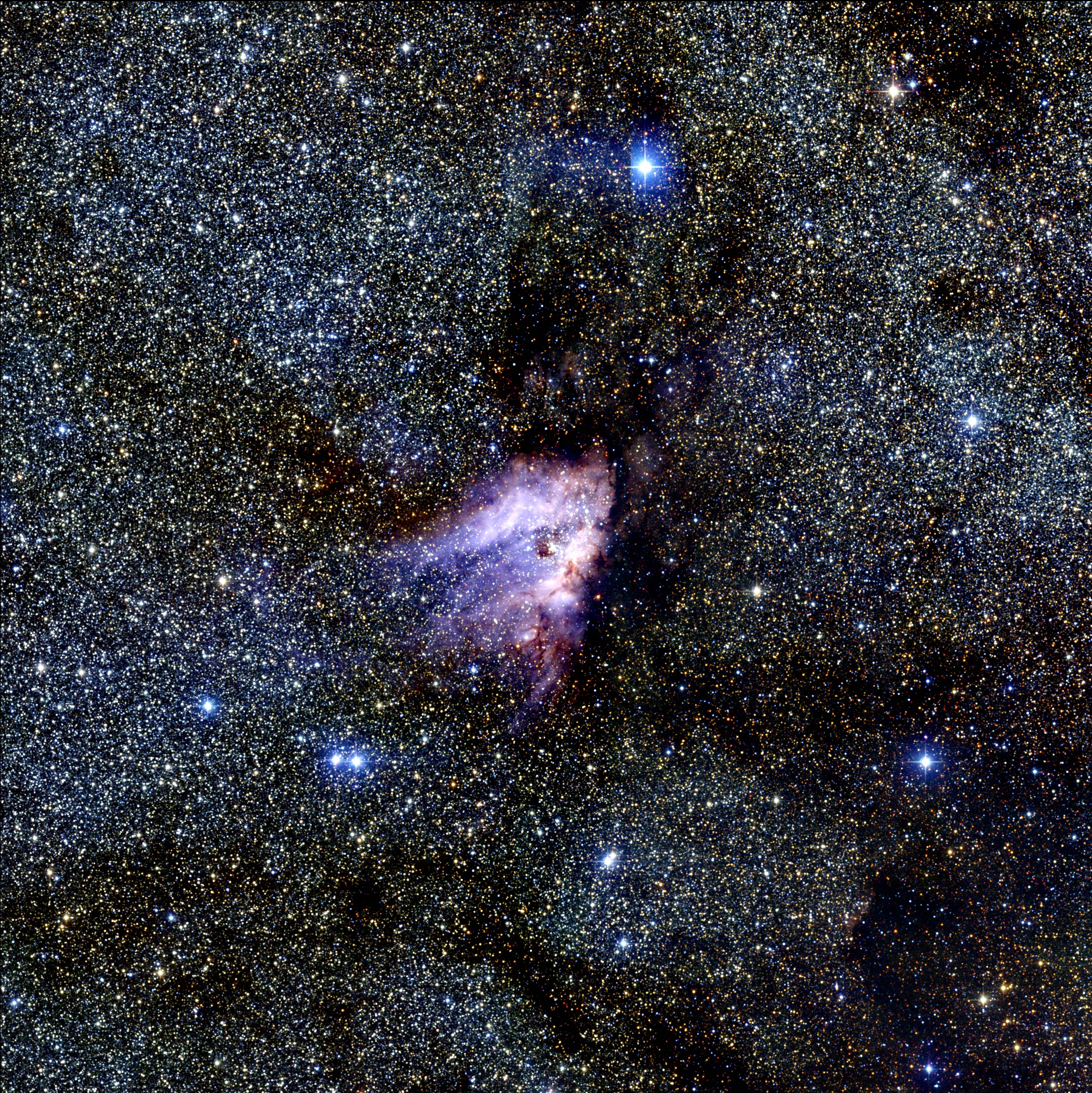
オメガ星雲の全体像
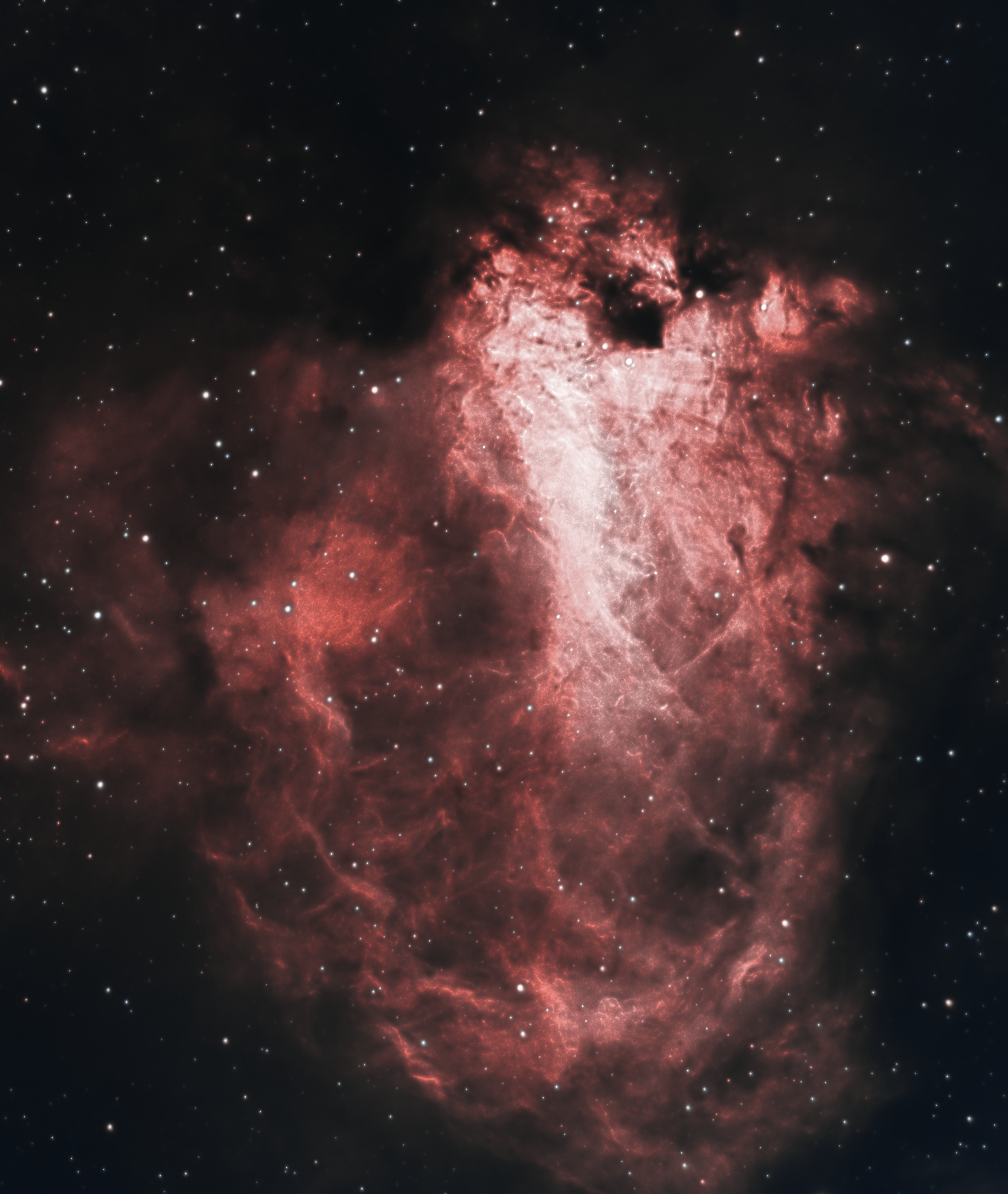
アマチュア天文学者の Chuck Ayoub が撮影したM17の写真。高性能の天体望遠鏡ではなく、ナローバンド級のもので撮影している。